# Radio Swiss Classic
Radio Swiss Classic (dříve Classic) je švýcarská rozhlasová stanice veřejnoprávní mediální společnosti SRG SSR. Stanice vysílá 24 hodin denně klasickou hudbu bez přerušení mluveným slovem nebo reklamou. Ve Švýcarsku je šířený prostřednictvím kabelových sítí, v některých regionech prostřednictvím Digital Audio Broadcastingu, v Evropě prostřednictvím satelitů Eutelsat a prostřednictvím Internetu i do celého světa.
Sesterskými stanicemi Radio Swiss Classic jsou stanice Radio Swiss Pop a Radio Swiss Jazz.